# Kenneth Taylor
Kenneth Ina Dorothea Taylor (ur. 16 maja 2002 w Alkmaarze) – holenderski piłkarz grający na pozycji defensywnego pomocnika w holenderskim klubie AFC Ajax oraz w reprezentacji Holandii.

## Sukcesy

### Klubowe
AFC Ajax
- Mistrzostwo Holandii: 2020/2021, 2021/2022
- Zdobywca Pucharu Holandii: 2020/2021